# تيكس واتسون
تيكس واتسون (بالإنجليزية: Charles "Tex" Watson)‏ هو قاتل فترة أمريكي، ولد في 2 ديسمبر 1945 في دالاس في الولايات المتحدة.

## وصلات خارجية
- الموقع الرسمي
- تيكس واتسون على موقع IMDb (الإنجليزية)
- تيكس واتسون على موقع إن إن دي بي (الإنجليزية)